# 大沢野町八木山駅
大沢野町八木山駅（おおさわのまちやきやまえき）は、富山県上新川郡大沢野町（現・富山市）八木山にあった富山地方鉄道笹津線の駅（廃駅）である。笹津線の廃線に伴い1975年（昭和50年）4月1日に廃駅となった。
1969年（昭和44年）8月30日から廃止時まで、朝夕1往復ずつ運行されていた急行列車の停車駅であった。

## 歴史
富山鉄道時代は当初、夏期シーズンのみ営業の臨時駅として開業した。また場所も違っており、富山鉄道時代は笹津線時代の駅の0.2 km北側に位置していた。

### 年表
- 1918年（大正7年）6月1日：富山鉄道大沢野駅（後の大沢野北口駅） - 笹津駅間に八木山臨時駅（やきやまりんじえき）として新設開業[3]（堀川新駅（現・南富山駅）起点10.3 km地点[3]）。
- 1926年（大正15年）7月12日：常設駅に昇格。八木山駅となる[3]。
- 1933年（昭和8年）4月20日：堀川新駅（現・南富山駅） - 笹津駅間部分廃線に伴い廃止となる[3][4][5]。
- 1952年（昭和27年）8月15日：富山地方鉄道笹津線大久保町駅 - 地鉄笹津駅間延伸開通（笹津線全通）に伴い、0.2 km地鉄笹津方に移設（南富山駅起点10.5 km地点[3]）の上、大沢野町八木山駅として再開業[3][4][5][6]。一般駅[6]。
- 1975年（昭和50年）4月1日：笹津線の廃線に伴い廃止となる[3][4][5][6]。

## 駅構造
廃止時点で、島式ホーム1面2線を有する地上駅で、列車交換可能な交換駅であった。構内踏切の位置の関係で右側通行であり、西側（駅舎側）が下り線、東側が上り線となっていた。
職員配置駅となっていた。駅舎は構内の西側に位置し、ホームとは構内踏切で連絡していた。駅舎は駅前広場に比べ一段高い位置にあり、入口へは階段を上る必要があった。またホームはさらに駅舎より一段高い位置に存在し、こちらも階段を上る必要があった。
列車交換は主に朝ラッシュ時の列車が行った。列車交換の通標は大久保町駅 - 当駅間が「□」、当駅 - 地鉄笹津駅間が「○」であった。
駅前広場には噴水も設置されていた。

## 駅周辺
旧・上新川郡大沢野町の中心駅であった。当駅 - 敷紡前駅間は河岸段丘の下を通っており、山間の雰囲気があった。
- 国道41号（越中東街道）
- 大沢野町役場（現・富山市役所大沢野総合行政センター）
- 大沢野町立大沢野図書館（現・富山市立大沢野図書館）
- 大沢野町立大沢野小学校（現・富山市立大沢野小学校）
- 八木山鉱泉 - 富山鉄道時代の八木山駅は八木山鉱泉の南側に位置していた[2]。
- 八木山の滝[2] - 避暑地として有名であった[7]。

## 駅跡
1998年（平成10年）時点では、駅舎入口への階段が残存しており、駅舎の基礎とホームの一部も残存していたが、2000年（平成12年）7月に撤去された。道路の拡幅工事に伴う撤去であった。2007年（平成19年）9月時点では駅跡地には文具店が建築されていた。
富山鉄道時代の八木山駅跡は、2008年（平成20年）時点では八木山鉱泉南側の「八木山鉱泉専用駐車場」となっていた。
また、当駅跡附近の線路跡は、1998年（平成10年）時点では南富山方の一部はバラストも残存していた築堤として残存し、地鉄笹津方は大沢野町八木山駅跡から先の部分がサイクリングロードに転用されていた。2008年（平成20年）時点では南富山方は県道になり、地鉄笹津方は変わらずサイクリングロードで、県道とサイクリングロードの分岐点の手前部分が駅跡地であった。このサイクリングロードは道床をそのまま転用したような感じの、鉄道の雰囲気が感じられるものであった。

## 隣の駅
富山地方鉄道
笹津線
田村町駅 - 大沢野町八木山駅 - 敷紡前駅